# Циммерман, Поль
Поль Циммерман (род. 1964) — французский математик, научный сотрудник INRIA, постоянный член программных комитетов конференций Arith и RNC.
Среди его научных интересов асимптотически быстрая арифметика, автор книги по алгоритмам компьютерной арифметики в соавторстве с Ричардом Брентом. Разработал быстрейший по состоянию на 2012 год программный код для работы с многочленами над полем {\displaystyle GF(2)}.
Является активным разработчиком GMP-ECM — реализации метода эллиптических кривых для факторизации целых чисел.
Входил в состав команд, факторизовавших RSA-числа RSA-140, RSA-155, RSA-704, RSA-768.
Число Эрдёша равно 2.